# گونبا
گونبا (به لاتین: Gonba) یک منطقهٔ مسکونی در روسیه است که در بارنائول واقع شده‌است.